# H.264/MPEG-4 AVC
اچ.۲۶۴/امپگ-۴ بخش ۱۰ یا ای‌وی‌سی (کدک ویدئویی پیش‌رفته) (به انگلیسی: H.264/MPEG-4 Part 10 or AVC) استانداردی برای فشرده‌سازی ویدئو است و در حال حاضر یکی از رایج‌ترین قالب‌های مورد استفاده برای ضبط، فشرده‌سازی و توزیع ویدئوی وضوح بالا به‌شمار می‌رود. آخرین مرحلهٔ اجرایی روی نسخهٔ اولیهٔ این استاندارد در مه ۲۰۰۳ خاتمه یافت.
اچ.۲۶۴/امپگ-۴ ای‌وی‌سی از استانداردهای کدک بلوک‌گرای بر پایهٔ جبران‌سازی حرکتی‌ست که به‌وسیلهٔ گروه کارشناسان کدگذاری ویدئو (وی‌سی‌ای‌جی) آی‌تی‌یو-تی به همراه سازمان بین‌المللی استانداردسازی (ایزو)/کمیتهٔ الکتروتکنیکی بین‌المللی (آی‌ای‌سی) گروه کارشناسان تصویر متحرک (امپگ) توسعه داده شده‌است. اچ.۲۶۴ ماحصل یک کار گروهی با نام تیم ویدئویی مشترک (جی‌وی‌تی) است. استاندارد اچ.۲۶۴ مربوط به آی‌تی‌یو-تی و استاندارد امپگ-۴ ای‌وی‌سی مربوط به ایزو/امپگ (به‌طور رسمی با عنوان ‎۱۴۴۹۶-۱۰‎ ـ امپگ-۴ بخش ۱۰، کدگذاری ویدئویی پیش‌رفته) به‌طور مشترک نگهداری می‌شوند تا محتوای فنی یکسانی داشته باشند.
شاید اچ.۲۶۴ بیشتر از همه به‌خاطر قرارگیری در زمرهٔ یکی از کدک‌های دیسک‌های بلوری شناخته می‌شود؛ تمام اجراکننده‌های دیسک‌های بلوری بایستی قادر باشند اچ.۲۶۴ را رمزگشایی (دیکود) کنند. اچ.۲۶۴ هم‌چنین به‌طور گسترده به‌وسیلهٔ منابع پخش‌کنندهٔ اینترنتی (streaming) مانند ویدئوهای وب‌گاه‌های یوتیوب، ویمیو و فروشگاه آی‌تیونز، نرم‌افزارهای اینترنتی مانند ادوبی فلش پلیر و مایکروسافت سیلورلایت و نیز پخش‌کنندگان اچ‌دی‌تی‌وی نوع زمینی، کابلی و ماهواره‌ای مورد استفاده قرار می‌گیرد.